# 準博士
準博士（ABD, all but dissertation） ，代表「滿足了除博士論文外的所有條件」的博士生學習狀態。準博士一詞源於北美，有時帶有詼諧自嘲的意涵，泛指「還未取得博士學位便離開研究所」的學生。

## 各地用法
牛津英語詞典收錄該詞，稱博士生「完成博士論文之外所有取得博士學位的必要條件」即為準博士。準博士之資格在美國以外，有時沒有相關規定，甚至不須參加正式考試，只須完成該校所的相關要求即可取得。以昆士蘭科技大學高等學位課程規定為例，博士生在完成任何必修課程或通過考試之前，僅是註冊、開始就讀博士學位課程，即可被稱為「準博士」。